# 아일라 던
아일라 던(Isla Dawn, 1994년 2월 2일 ~ )는 주로 영국의 여자 프로레슬링선수다. 키는 170cm(5 ft 7 in)에다가 몸무게는 73kg(160 lb)나간다. 그리고 2013년 프로레슬링 입문으로 밝히는 바다. 영국 글래스고주 스프링번이라는 살았다고 한다. 본명은 코트니 스튜어트 (Courtney Stewart)라고 한다. 예전에 인디 단체 이름이 2014년 4월 5일 ~ 2016년 11월 18일까지 코트니 스튜어트(Courtney Stewart)라는 있었다. 그리고 이전 인디 단체 이름이 2013년 12월 21일 ~ 2016년 8월 13일 까지는 코트니(Courtney)라는 있다. 피니쉬는 에어 레이드 크래시(오버 더 숄더 벨리 투 백 파일드라이버)로 박거나 콜 오브 더 쿼터스(하프 넬슨 수플렉스)로 사용을 한다. 2023년 1월 24일 WWE NXT에서 알바 파이어가 자기 멋대로 던하고 같이 붙어 다니고 나서야 태그팀으로 다닌다. 2025년 2월 8일 갑자기 WWE를 방출 당한다.  

## Professional wrestling highlights
- Finishing moves
  - Air raid crash (Over the shoulder belly to back piledriver )
  - Call of the Quarters (Half nelson suplex)
- Signature moves
  - Chin lock
  - Diving somersault planch
  - Double foot stomp
  - Double knee strike
  - Fisherman suplex
  - High kick
  - Low front dropkick
  - Olympic slam
- With Alba Fyre
  - Finishing moves
    - Double knee backbreaker (Isla) and Swanton Bomb (Senton bomb) (Alba) combination
    - KLR Bomb (Gory bomb) (Alba) and reverse STO (Isla) combination

  - Signature moves
    - Double side kick
    - Inverted suplex slam (Alba) and double knee gutbuster (Isla) combination
- Entrance themes
  - "Intruders (remix)" by Steven Solveig (WWE NXT UK/WWE/WWE NXT; 2018-2022)
  - "The Depths" by Def Rebel (WWE NXT/WWE; 2022-2025)

## 수상
- 랭크드 넘버 96 오브 더 탑 100 피멜 레슬링 인 더 PWI 위민스 100 인 2019
- WWE NXT 위민스 태그팀 챔피언 (1회) - 알바 파이어
- WWE 위민스 태그팀 챔피언 (1회) - 알바 파이어